# مارجريتا لويس دريفيوس
مارجريتا لويس دريفيوس (Margarita Louis-Dreyfus) هي مليارديرة سويسرية ورئيسة مجموعة لويس دريفيوس . وُلدت في روسيا في الأول من يوليو ( تموز ) لعام 1962 .

## حياتها
وُلدت مارجريتا في لينينغراد ( حاليًا سانت بطرسبرغ )، و نشأت في دار أيتام ودرست في مدرسة التجارة كمحاسبة للبيع بالتجزئة .

## حياتها المهنية
في التاسع والعشرين من شهر أغسطس (أب) لعام 2016 صرحا كلًا من لويس دريفيوس وعمدة مارسيليا جين كلاودي جاودن خلال مؤتمر صحفي مع فرانك ماككورت أن ماككورت وافق من حيث المبدأ على شراء فريق أولمبيك مارسيليا من مارجريتا لويس ديفيوس وهو فريق الدوري الفرنسي الدرجة الأولى . و في السابع عشر من شهر أكتوبر (تشرين الأول )
لعام 2016 قد تم إبرام صفقة الشراء مقابل 45 مليون يورو وفقًا لما أُعلن .

## حياتها الشخصية
في عام 1988 قابلت روبيرت لويس دريفيوس وهي على متن رحلة من زيورخ إلى لندن، في عام 1992 تزوجا ولديهما ثلاثة أطفال

و أصبحت مارجريتا التي كانت تعمل بائعة معدات اللوحات الكهربائية مشغولة دائمًا لكونها زوجة وأم

. بعد وفاة زوجها بسبب اللوكيميا في عام 2009 تولت منصب رئيس مجموعة لويس دريفيوس .

بلغت قيمة ثروتها 9,5 مليار دولار أمريكي في عام 2016 . و وفقًا لمجلة فوربس تعيش في زيورخ كمواطنة سويسرية مع أبنائها الثلاثة (إيريك وُلد في عام 1992 ، و التوأمان موريس وكيرل وُلدا في عام 1998 )
.أما شريكها الحالي هو فيليب هيلدبراند الرئيس السابق للبنك المركزي السويسري

، و قد أنجبت منه فتاتين توأمان في الحادي والعشرين من شهر مارس (أيار) لعام 2016 . 
مارجريتا هي ابنه العم الثانية (من خلال الزواج) للممثلة الأمريكية جوليا لوي دريفوس.

## روابط خارجية
- مارجريتا لويس دريفيوس على موقع مونزينجر (الألمانية)